# マーガレット・ワーナー教育大学院
ワーナー教育大学院（ワーナーきょういくだいがくいん）は、アメリカ合衆国ニューヨーク州ロチェスターに位置する、教育に携わる専門分野の研究を目的とした高等教育機関である。教員養成のほか、カウンセリング、中枢学校指導(学校創設)、高等教育専門家、人材開発、教育政策など専門分野を学ぶことが出来る。ロチェスター大学の付属の教育機関である。

## 教育学科・プログラム
教育系の免許、修士（MS、MAT）、博士（EdD、PhD）を習得することが出来る。
教育研究科
- 教育とカリキュラム
- カウンセリング
- 人材開発
- 学校リーダーシップ
- 高等教育
- 教育政策

## 教育とカリキュラム
幼稚園、小学校、中学校、高等学校の数学、地球科学、生物学、化学、物理学、英語、ソーシャルスタディ、外国語（フランス語、スペイン語、ドイツ語、ラテン語）、TESOLの分野で教員免許の取得が出来る。

## レイモンド・F・レチェイスホール
2011年に建てられたワーナー教育大学院の研究棟。ロチェスターの教育に献身したパイオニアのレイモンド・L・レチェイスに由来する。